# Bombarde (militaire)
Pour les articles homonymes, voir bombarde.

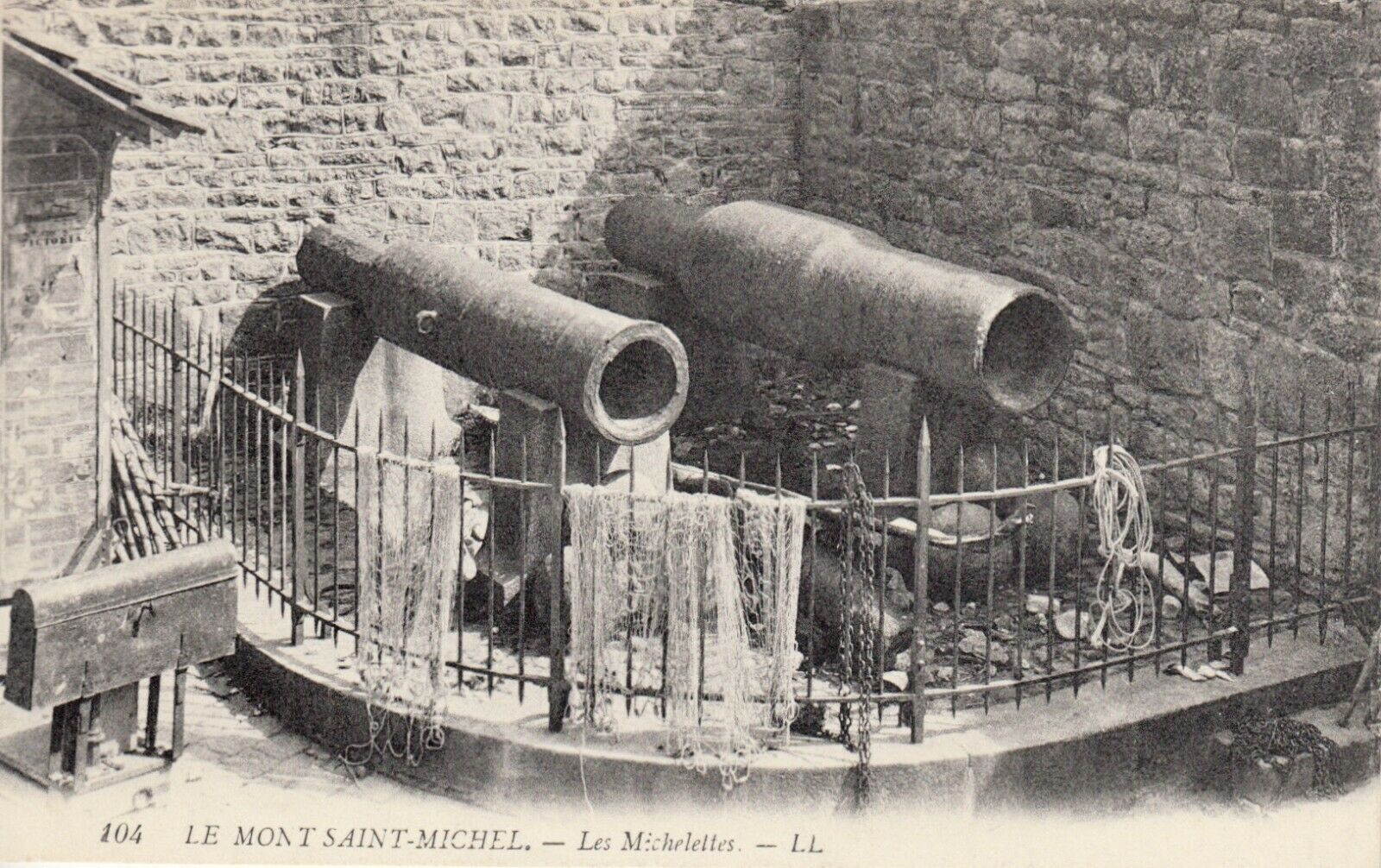
Les « Michelettes », bombardes anglaises et boulets de pierre, abandonnés le 17 juin 1434 au Mont-Saint-Michel par l'armée de Thomas de Scales. Carte postale ancienne.

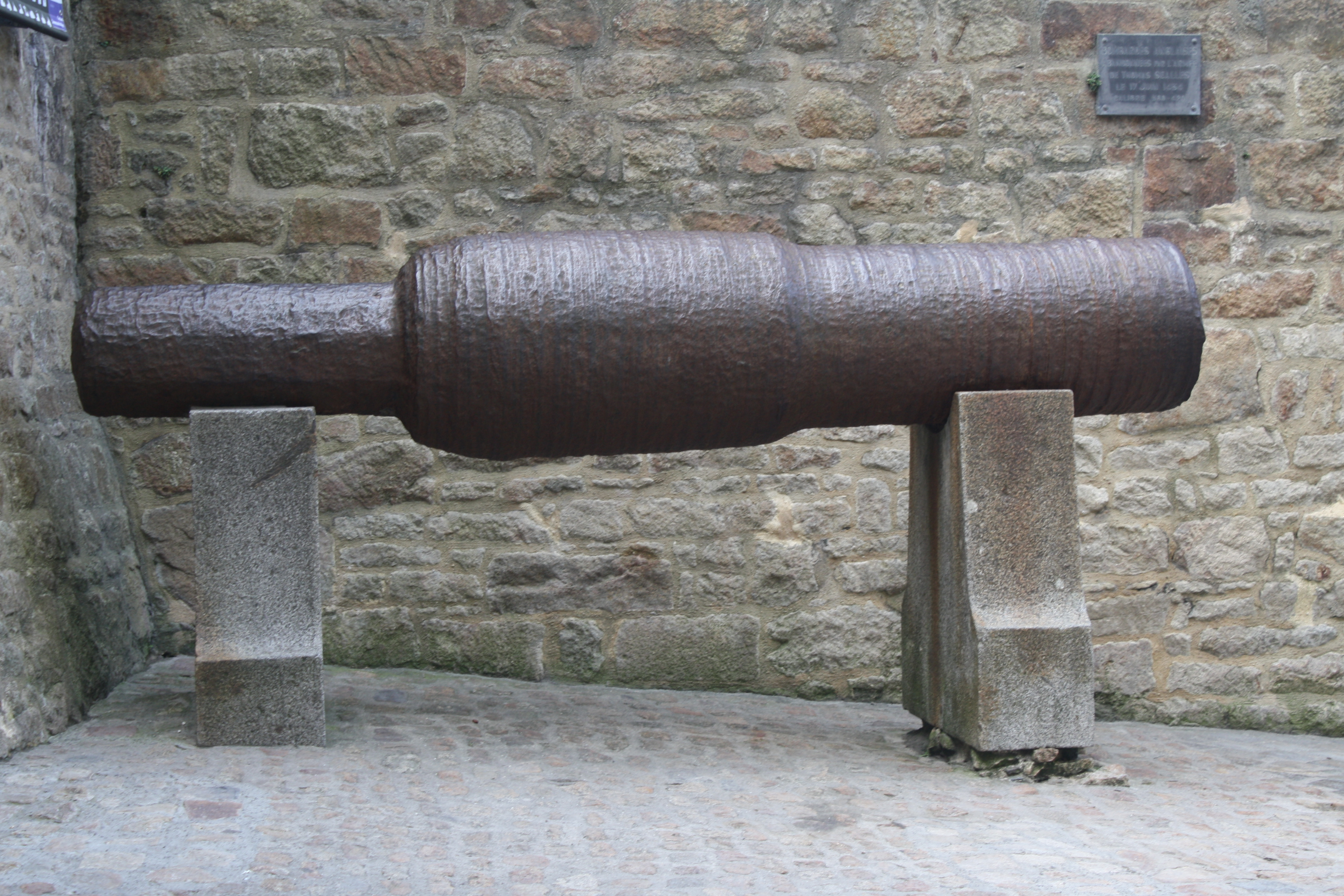
Abbaye du Mont-Saint-Michel. Bombarde abandonnée par l'armée de Thomas de Scales, le 17 juin 1434.

La bombarde est une pièce d'artillerie, apparue pendant la guerre de Cent Ans (1337 - 1453), qui lançait des boulets de pierre ou de fer d'un calibre important. Son manque de précision et sa faible cadence de tir rendaient la bombarde plus effrayante et démoralisante que meurtrière. C'est pour cela qu'elle était beaucoup plus utilisée pour abattre les fortifications ennemies. Par exemple, lors de la prise de Constantinople en 1453 où les Turcs utilisèrent des bombardes de taille immense.
La bombarde fut utilisée jusqu'à la fin du XVe siècle, où elle fut rendue obsolète par l’apparition des canons à roues (couleuvrine).

## Description

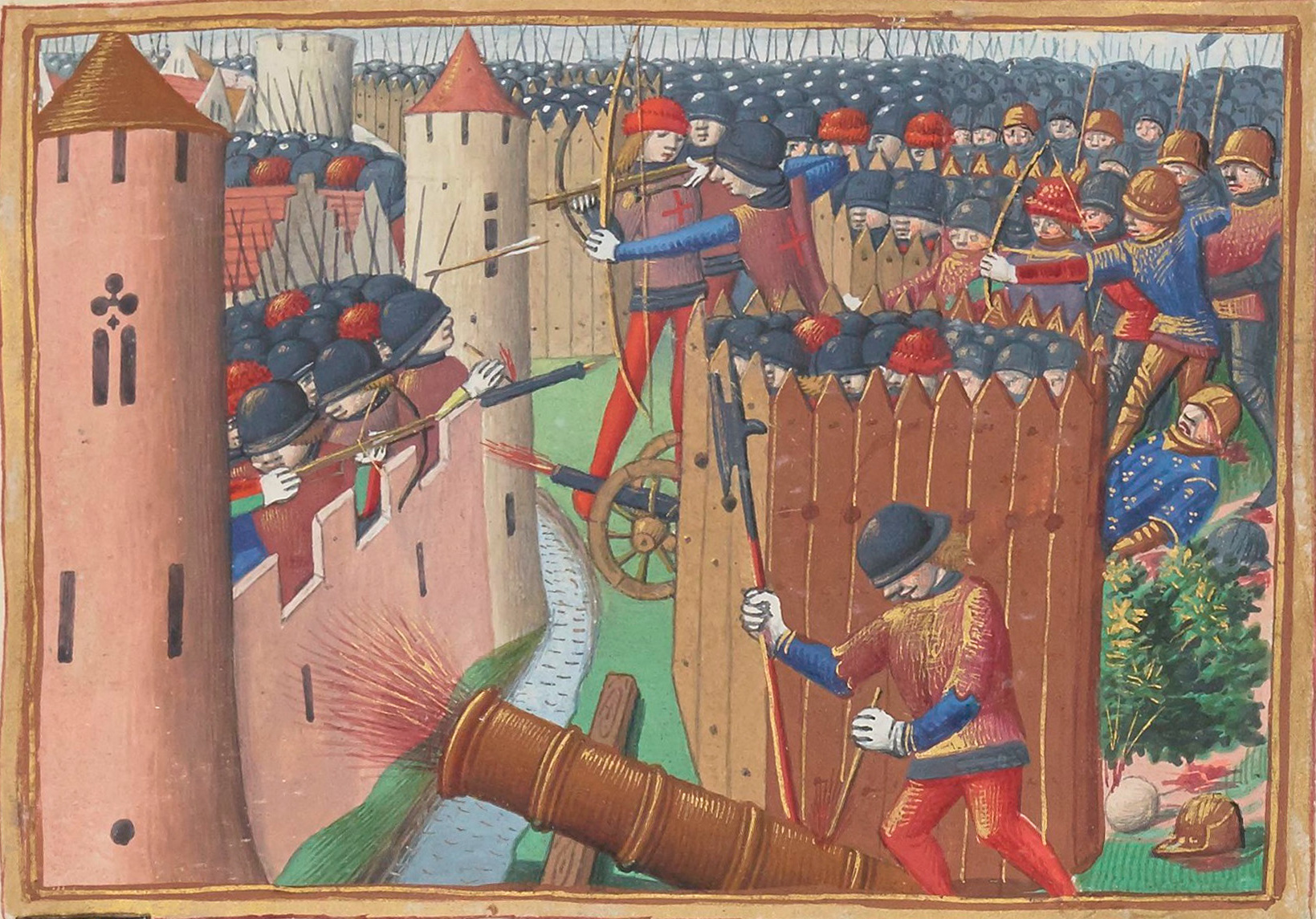
Siège d'Orléans (1428-1429). Au premier plan, un canonnier anglais met le feu à la poudre de la grosse bombarde cerclée de plusieurs douves, (...) au moyen d'un fer rougi s'enfonçant dans la lumière. Enluminure du manuscrit de Martial d'Auvergne, Les Vigiles de Charles VII, Paris, BnF, vers 1484.

Généralement, les bombardes sont des bouches à feu en bronze ou (plus rarement) en fer forgé, montées sur un affût en bois et rattachées à ce dernier par des anneaux métalliques. La métallurgie médiévale ne permettant pas de créer des bombardes d'un bloc, celles-ci étaient constituées de plusieurs tubes métalliques, assemblés à la manière de tonneaux par des cerclages. Elles tirent des boulets de pierre, dont la faible densité diminue l'efficacité de la bombarde. Cette faiblesse est cependant compensée par le calibre important des boulets.
À partir de 1430, l'utilisation des boulets en fer se généralise. Contrairement aux boulets en pierre, ils ne se brisent pas à l'impact. Par ailleurs, leur production est plus simple, car ils sont fondus, contrairement aux boulets en pierre qui étaient taillés. La poudre noire est chargée grâce à une cuillère à long manche, la lanterne. Une première bourre de foin est placée dans la gueule de la bombarde afin de séparer la poudre du boulet. Le projectile est calé entre cette première bourre et une seconde, introduite en dernier. Une fois le canon chargé, une charge d'amorçage est versée dans la lumière (orifice foré dans la culasse de la bombarde). La mise à feu se fait grâce à un boutefeu ou à une plaque de fer rougie. La cadence de tir d'une bombarde varie entre six et dix coups par heure, ce qui rend son utilisation impropre aux champs de bataille,.

## Utilisation
La Chronique de Villani et les Chroniques de Froissart font mention de l’utilisation de bombardes à la Bataille de Crécy (1346) par les Anglais, mais il faut attendre 1380 pour voir couramment des bombardes sur les champs de bataille. Cependant, les bombardes sont vulnérables : une fois la salve tirée, il suffit à l'ennemi de s'avancer et de s'emparer des pièces d'artillerie, puis de les enclouer, c'est-à-dire d'enfoncer un clou dans la lumière de la bombarde. Le manque d'efficacité des bombardes dans les batailles rangées oriente leur utilisation vers la guerre de siège. À la fin du XIVe siècle, des ouvertures sont pratiquées à la base des tours et des courtines pour permettre le tir des canons. L'apparition des bombardes dans la guerre de siège entraîne une modification de l'architecture défensive : les remparts, autrefois élevés en hauteur au détriment de leur épaisseur pour empêcher les tentatives d'escalade, doivent être abaissés et épaissis.

## Origine
La bombarde serait une adaptation européenne des canons chinois, inventés au XIe siècle.

## Galerie

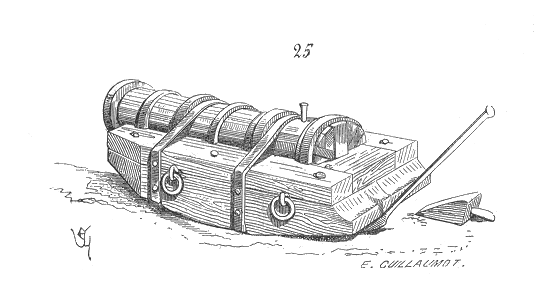
Dessin de bombarde
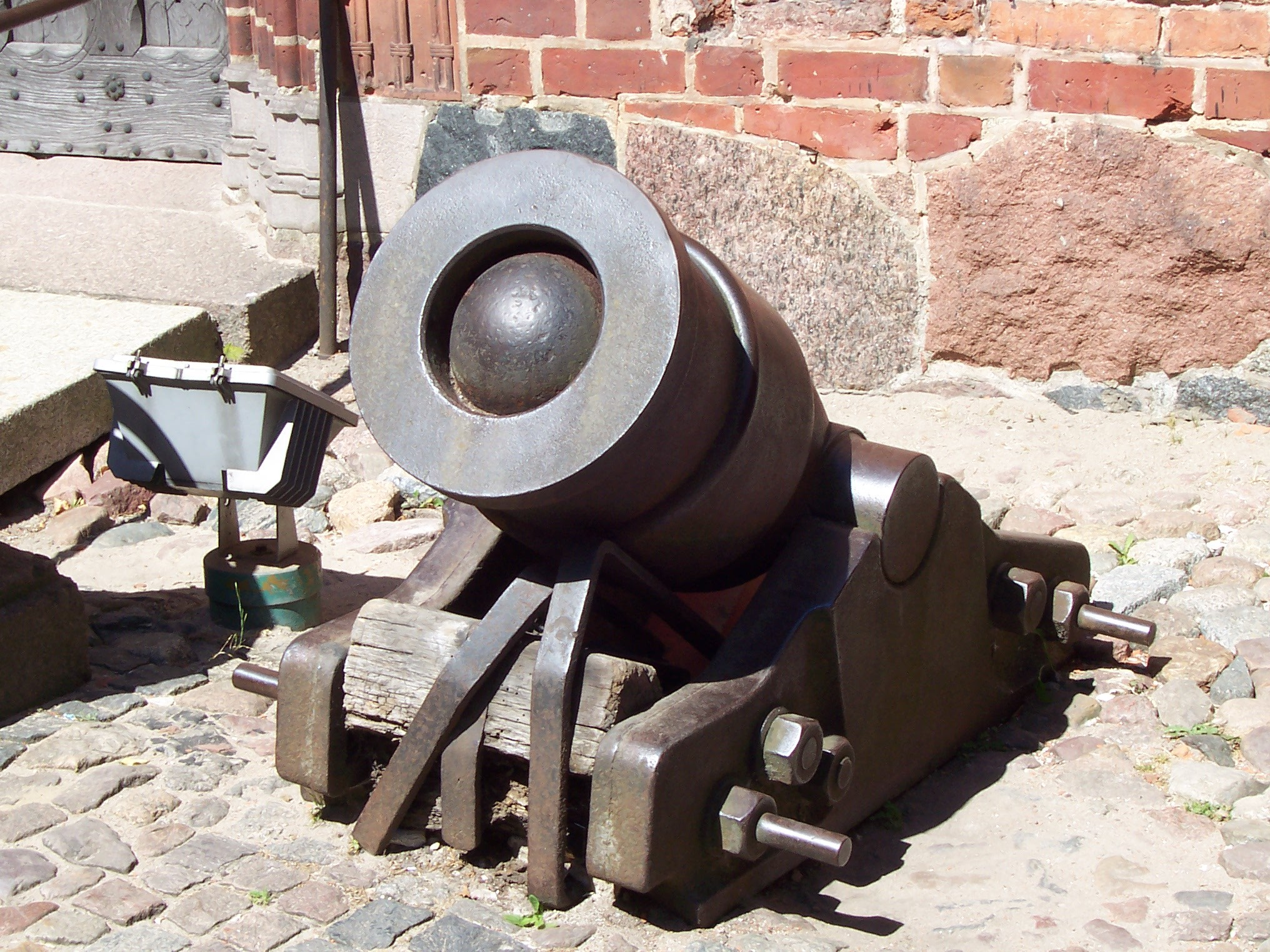
Bombarde
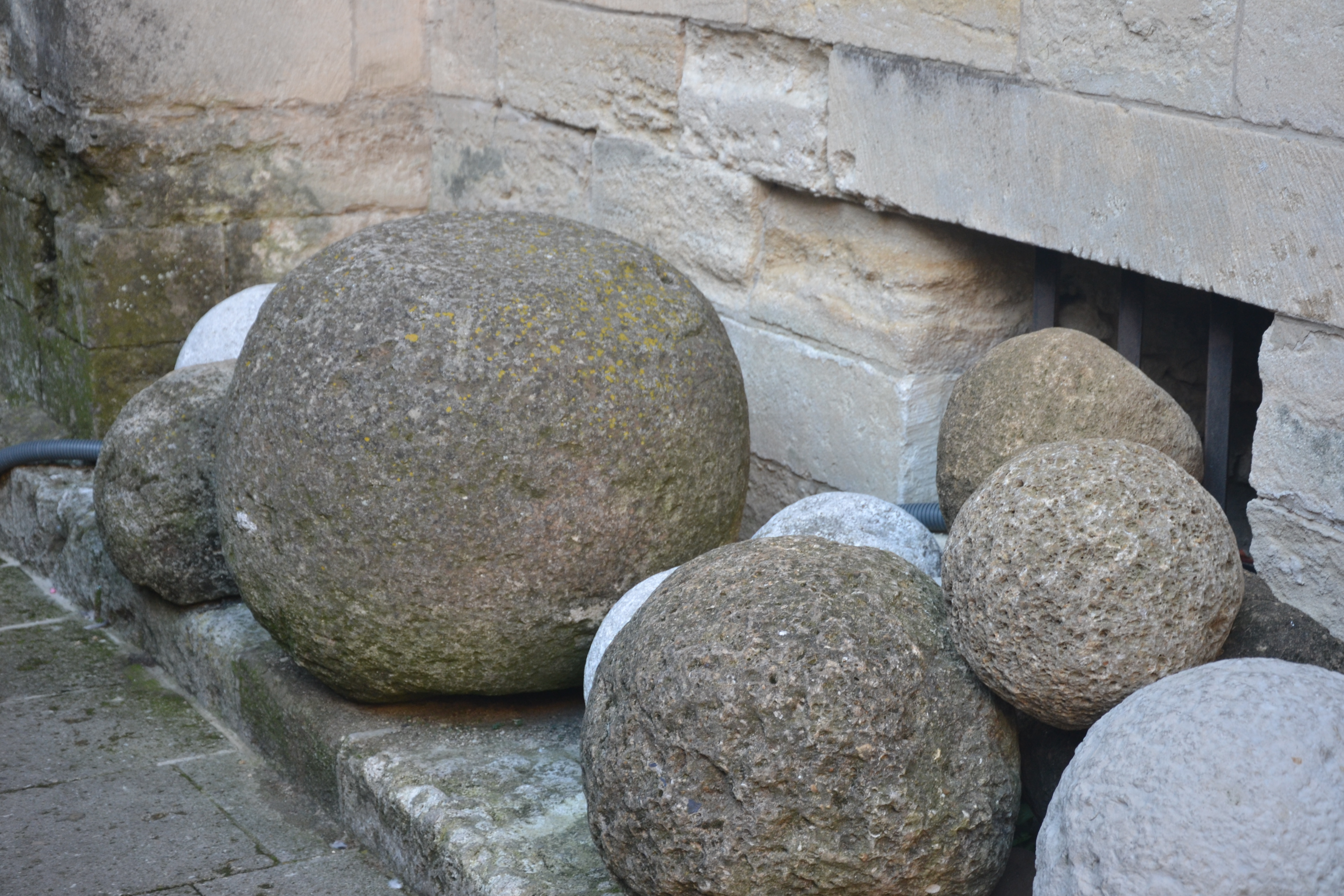
Boulets de bombardes, au Palais des Papes d'Avignon
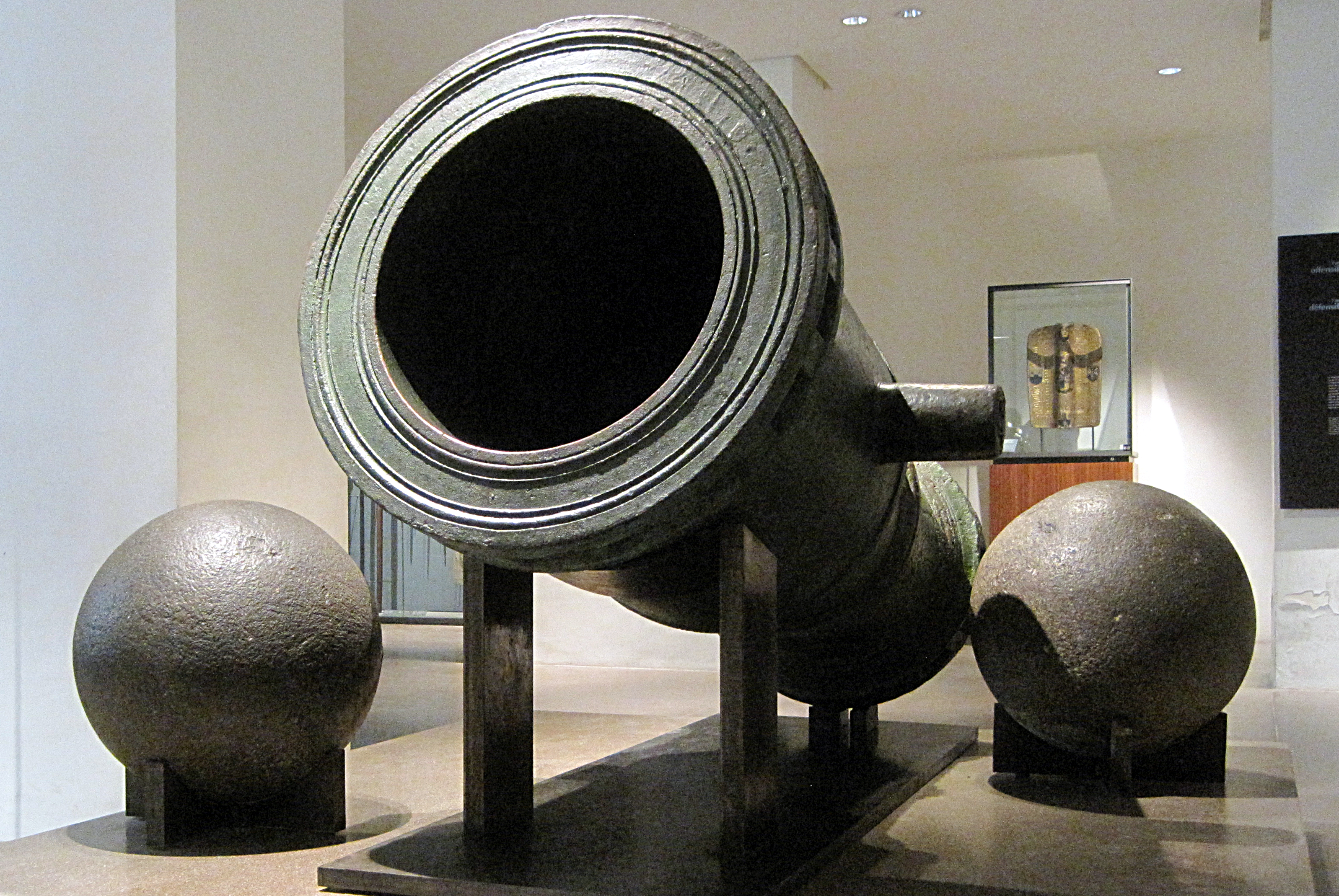
Bombarde-mortier d'Aubusson (début du XVIe siècle), bronze, Paris, musée de l'Armée (n° inv. 2012.0.445)[7],